# Litoporus uncatus
Litoporus uncatus är en spindelart som först beskrevs av Simon 1893.  Litoporus uncatus ingår i släktet Litoporus och familjen dallerspindlar. Inga underarter finns listade i Catalogue of Life.